# 靈官樓
靈官樓是位於四川綿竹市九龍鎮九龍寺的古塔，樓高16層，建於明朝崇禎年間，為紀念王靈官而建。靈官樓是亞洲第一高木塔。靈官樓在2008年汶川地震中損毀，之後在原址重建。2017年12月10日，靈官樓發生火災，整幢靈官樓燒成灰燼。